# Canthium violaceum
Canthium violaceum är en måreväxtart som beskrevs av Heinrich Zollinger och Alexandre Moritzi. Canthium violaceum ingår i släktet Canthium och familjen måreväxter.
Artens utbredningsområde är Java. Inga underarter finns listade i Catalogue of Life.